# 宇都宮グランドホテル

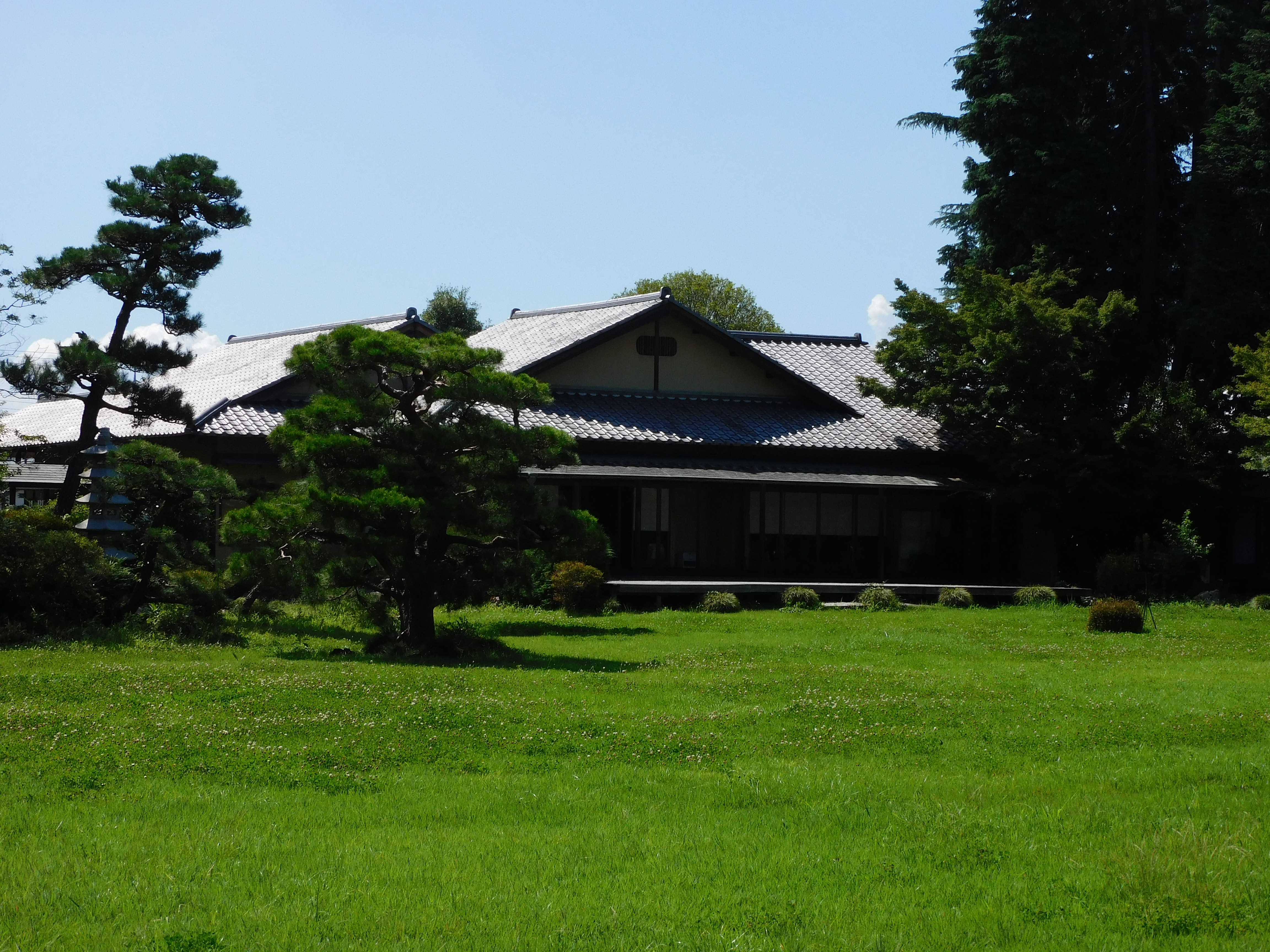
庭園と陽南荘

宇都宮グランドホテル（うつのみやグランドホテル）は、かつて栃木県宇都宮市西原町にあったホテル。宇都宮の迎賓館としての役割を果たすとともに、結婚式や宴会など栃木県民のハレの場として利用された。コロナウイルス感染症の流行により婚礼・宴会需要が激減し、業績回復の見通しが立たないとして、2021年（令和3年）7月31日に閉館した。

## 概要
「割烹旅館陽南荘」として1954年（昭和29年）に創業し、1971年（昭和46年）に西洋式の「宇都宮グランドホテル」に転換した。日本国内外の要人が宿泊し、栃木県の政財界の関係者が会合で使用したホテルであり、地域のステータスシンボルであった。
ホテルの収入は、宿泊が2割であるのに対して宴会は8割を占めた。栃木県民は、結婚式や宴会、特別な日の食事などで利用した。宇都宮市の成人式会場の1つとしても活用され、明治時代の軍人の別邸庭園の名残りがあるホテルの庭園には、小学校の遠足で来訪する児童もいた。
コロナウイルス感染症対策としてすべての宴会場と客室に空気清浄機を導入し、減収を補うために弁当販売に乗り出したり、新しい客層を取り込もうと特別なプランを企画したりしていた。しかし経営改善が見込めず、2021年（令和3年）7月31日をもって閉館した。

## 歴史
ホテルの建っていた高台は、宇都宮城を築いた藤原宗円ゆかりの地と伝わり、江戸時代には宇都宮藩主の戸田忠真が別邸の御山御殿（御山屋敷）を置いた。1907年（明治40年）に第14師団が宇都宮に置かれると、師団長として鮫島重雄が赴任し、ここに住居（別邸）を築いた。鮫島は退役後も宇都宮に残り、1928年（昭和3年）に亡くなるまで別邸で過ごした。
企業としての起源は、明治前期創業の中村味噌店で、味噌を醸造していた。第二次世界大戦中に「割烹陽南荘」を開業し、宿泊施設に変わったのは1954年（昭和29年）のことであった。宿泊施設としたのは、栃木県に来県した雍仁親王妃勢津子（秩父宮妃）が宿泊するためであり、「割烹旅館陽南荘」と名乗った。この時、株式会社陽南荘を設立し、ホテル側はこの時点を「創業」としていた。
1971年（昭和46年）、施設を一新し、「宇都宮グランドホテル」に改称、西洋式のホテルに転換した。宇都宮市では初めて開業した西洋式ホテルであった。以来、昭和天皇・皇后、皇太子時代の上皇・上皇后、同じく皇太子時代の天皇・皇后ら皇族やマーガレット・サッチャーら日本国外の要人が宿泊した。なお、「陽南荘」の名は敷地内の割烹として残った。1993年（平成5年）10月1日、教会で挙式したいという婚礼需要に対応するため、チャペル「ルミエール」を開設した。1996年（平成8年）、株式会社陽南荘宇都宮グランドホテルに商号を改めた。
「名門ホテル」と呼ばれた一方で経営不振が続き、2016年（平成28年）に宇都宮市の不動産業・丸井物産へ土地と建物を売却した。丸井物産は、宇都宮グランドホテルのメインバンク・足利銀行の根抵当権設定額の9割に当たる18億円で買収したと推定され、経営を続けるホテル側から家賃は請求せず、固定資産税の支払いのみを求めた。同年8月、株式会社宇都宮グランドホテルを設立し、運営をこの会社へ引き継がせた。年間の売上は1990年代の半分となる年間10億円に減少していたが、この売却によりほとんどの負債が解消した。また同年12月13日に4.5億円をかけて全面改装した上で再開業した。
丸井物産は2017年（平成29年）に、駐車場やプールのある13,000 m2のホテルの土地をシニアタウンの一種であるCCRC（Continuing Care Retirement Communities）として開発することを計画し、トヨタウッドユーホームと組むことを決定、2019年（平成31年）3月に分譲販売を開始した。
2019年（平成31年）1月18日に官報に掲載された決算公告によると、同日付で株式会社宇都宮グランドホテルは飲食事業部門を株式会社陽南荘宇都宮グランドホテルから吸収分割によって継承した。陽南荘宇都宮グランドホテルは同年8月に解散した。2019年8月期は、過去の顧客の掘り起こしや大型案件の獲得などで業績を回復させ、売上高は8億円になった。

### コロナ対策から閉館へ
他のホテルと同様、宇都宮グランドホテルに新型コロナウイルス感染症の流行の影響が出始めたのは2020年（令和2年）3月のことであった。宴会需要が収入の8割を占める宇都宮グランドホテルでは、歓送迎会や各種総会が集中する3月から6月にすべての予約がキャンセルとなり、売り上げが例年の半分以下に落ち込み、大きな打撃を受けた。それでも同年のゴールデンウィークに3日間限定で「グランドバーグ&チキンライス弁当」を販売して売り上げを全額宇都宮市に寄付したり、宇都宮ウエディング協議会の会員として新上三川病院に自社製のイタリアンハンバーグ弁当100人分を届けたりする慈善活動を実施した。同年7月に110台の空気清浄機を購入して全宴会場（10室）と全客室（58室）に配備し、感染防止対策を採った。また新しい生活様式に則った形でビアガーデンの営業を7月1日より開始し、コロナウイルス感染症の影響で公演できなくなっていたポップサーカスの特別公演をビアガーデン会場で開催した。昼間の会合は7月より戻り始めたものの、夜開催の会合はほぼ0の状態が続いた。
2020年（令和2年）から2021年（令和3年）にかけての年末年始は、忘年会や賀詞交歓会、成人式が軒並み中止となった影響で、売り上げは例年の2割に落ち込んだ。1月18日から2月28日まで、人の流れを止めてコロナウイルス感染症の拡大を防ぐという名目で営業を休止した。感染状況によっては休止期間の延長も辞さないとしていたが、3月1日に予定通り営業再開し、デラックスツインを10泊5万円で提供する特別なプランを1か月限定で販売した。またスーパーマーケットのオータニの協力を得て、ホテルの中華料理4品（エビのチリソースなど）と洋食3品（ポークカレーなど）をオータニで販売開始した。
以上のような新たな収益源の確保のほか、人員整理を実施することで収支改善を図り、5月17日より予約者に限定した営業に移行した。当初は7月1日より通常営業を再開する予定であったが、業績回復の見通しは立たず、6月25日に7月31日付で閉館することを発表した。ホテルの閉館発表は急な出来事であり、ホテルを利用していた人々からは驚きや残念との声が上がった。中学校区ごとに成人式を挙行する宇都宮市では、陽西中学校・宮の原中学校・瑞穂野中学校の3校の学区が、2021年（令和3年）・2022年（令和4年）の成人式を宇都宮グランドホテルで挙行予定であった。ホテルの閉館決定を受け、3中学校区の式場はユウケイ武道館などに変更となった。
閉館決定後、8月1日以降に予約していた人には順次断りの連絡を行った。アルバイトを含む約50人の従業員は7月31日付の整理解雇通知を受けた。そして7月31日に閉館した。閉館決定を発表した時点ではホテルの閉館後も、企業としては存続するとしていたが、2021年（令和3年）8月20日に、宇都宮地方裁判所より破産手続開始の決定を受けた。負債額は10億8千万円であった。
2022年（令和4年）末、グランディハウスが庭園を含むホテルの跡地3.5万 m2を取得した。同社は、138区画の宅地を開発、2025年（令和7年）以降の分譲を計画していると、2023年（令和5年）1月に発表した。庭園は失われるが、園内に残った樹木を、住宅地内に整備する公園などに活用する予定である。

## 庭園と結婚式場

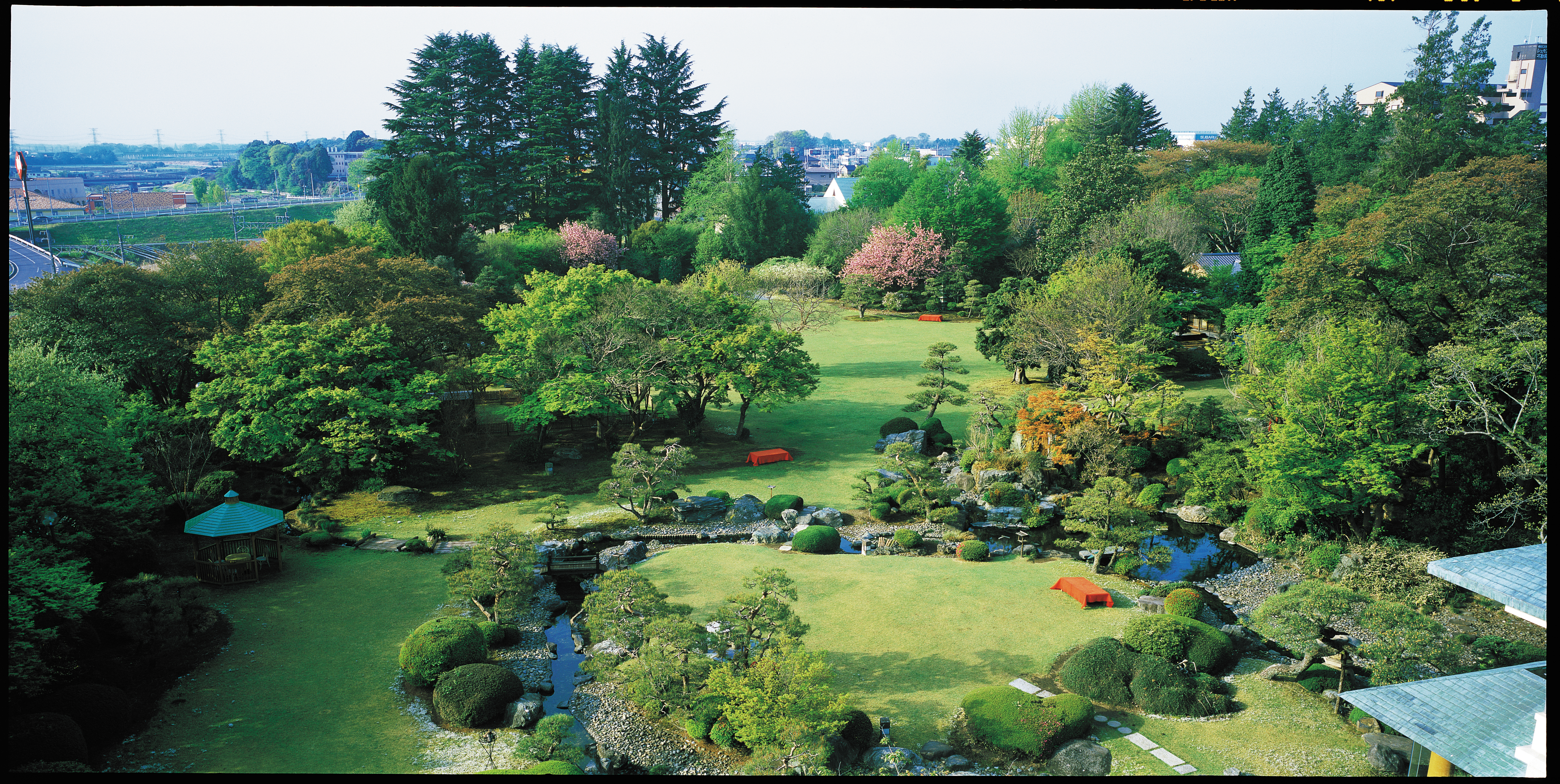
庭園

宇都宮グランドホテルは、広い庭園を有していた。この庭園は長らく面積約2万坪（≒6.6万 m2）と言われてきたが、下野新聞の報道によると、ホテル棟や庭園を含めた宇都宮グランドホテルの総面積は4万 m2であった。第14師団長を務めた鮫島重雄の別邸庭園の名残りを受け継いだもので、ソメイヨシノ、ボタンザクラ、明治天皇から下賜されたヤマザクラなどの四季の植物や京都から取り寄せた鞍馬石の灯籠・井桁などがあった。昭和の一時期は、近隣の小学校の遠足の目的地にもなった。
庭園には2つの結婚式場があった。1つは神前式の会場となる陽光殿で、江戸時代に宮大工が建築した八坂神社の拝殿を移築し、神殿として利用した。もう1つはチャペル式の会場となるルミエールであった。広い庭園そのものを式場とする「ガーデン人前式」を挙げることも可能で、開放感を求めるカップルが選んだ。挙式後の結婚披露宴はホテル棟内で行い、ホール、レストラン、割烹の各会場があった。最盛期の1970年代には年間450件の婚礼需要があったが、2010年代には100件に落ち込んでいた。

## 特色
宇都宮での居住歴が長い人にとって宇都宮グランドホテルは、特別な思い入れのあるホテルであり、ここで結婚式を挙げることにあこがれる市民もいた。結婚式や宴会で利用した経験のある栃木県民は少なくなく、栃木県の政財界でも利用機会が多かった。政界では選挙の決起集会や政党の県連の会合などに利用された。財界では関係者が一堂に会する会合に利用され、宇都宮市街にありながら広い駐車場を有したことで重宝された。
ホテルはJR宇都宮駅・東武宇都宮駅のどちらからも約2 km の場所に位置していた。
季節の伝統行事を大事にする経営を行い、月見の宴など季節に合わせた催しを開いていた。またロビーでミニアートギャラリーを開催し、恒例化していた。

### レストラン
2015年（平成27年）時点では、完全予約制の「割烹陽南荘」、大谷石の蔵を店舗としたバー「石蔵BAR春夏秋冬」、フランス料理を供するレストラン「オーベルジュ・ジャルダン」、ビーフ舞茸カレーが名物の「コーヒーハウス サンモリッツ」、割烹旅館陽南荘の頃から営業していた「中国料理 北京」、「日本料理 かりん」があり、齋藤章雄が総料理長を務めていた。これらの飲食店は、宇都宮市および栃木県の名店として紹介されていた。
陽南荘は明治30年代（1897年 - 1906年）に建てられた鮫島重雄の別邸をそのまま利用して開業し、その後の老朽化で当時の趣を再現した建物に建て替えられた。慶弔など改まった席での利用が多く、会席料理を中心としていた。個室や椅子席もあった。飲食利用だけでなく、将棋の名人戦の会場やドラマ・映画のロケ地としての利用もあった。ロケ実績に2012年（平成24年）の『アウトレイジ ビヨンド』（北野武監督）などがあった。
オーベルジュ・ジャルダンは白を基調とした内装、三方ガラス張りが特徴のガーデンレストラン風の店舗で、本格的なフランス料理店であった。地産地消にこだわり、栃木県産食材や、レストランの前にある「シェフの箱庭」で育てたハーブを料理に使用していた。非宿泊者でも予約なしで入店することができ、結婚披露宴や結婚式の二次会などパーティー会場としての利用も受け付けていた。客が自由にデザートを選べる「デザートワゴン」や、全品で600キロカロリーに抑えられたコース料理「ラ サンテ」は女性の評価が高かったという。
かりんは、宇都宮グランドホテルが中村味噌店として創業したことを生かして、味噌にこだわった日本料理を提供していた。特に昼食の「一汁三菜膳」は、魚・鶏・豚の3種の味噌酒粕漬けから一品を客が選択するメニューで、注文が多かった。
その後ホテルの飲食店は再編され、会席料理の陽南荘（完全予約制）、中華料理「グランドダイニング」、カフェ「グランドテラス」の3つとなった。グランドダイニングは中華料理の店だったが、宿泊者の朝食は和食か洋食の選択制を採っていた。グランドテラスはサンモリッツから舞茸カレーを継承した。

### 客室
客室は全部で58室あり、シングル25室、ツイン32室（うちデラックスツイン12室）、スイート1室という構成であった。客室は「昭和の趣」を残していたが、2016年（平成28年）に改装し、インバウンド需要を狙った「和モダン」をコンセプトとして、スイートルーム以外の57室を合成畳敷き、格子戸付きの窓に変更した。落ち着いた雰囲気のデラックスツインを希望する客が多かった。